# Michel Brethes
Michel Brèthes, né le 24 décembre 1944 à Bordeaux et mort le 24 septembre 2017 à Talence, est un écrivain français.

## Biographie
Après une enfance et une adolescence complexes, marquées par de nombreux déménagements pour suivre un père militaire de carrière, et des années de pensionnat au lycée Victor-Duruy de Mont de Marsan, Michel Brèthes devient professeur d'éducation physique. Dans le collège de Talence où il a exercé la plus grande partie de sa vie, il créa un atelier de cirque, et prépara ses meilleurs élèves à l'entrée à l’École nationale du cirque. Certains d'entre eux sont devenus des étoiles dans les plus grands cirques internationaux.
Il a toujours beaucoup écrit : poèmes, contes, romans. Il a publié deux romans. Dans Caton ou Professeur, il décrit le monde étudiant à Bordeaux dans les années 1960, et l'étrange rencontre avec un clochard surnommé Caton. Dans Grain de poussière, il revient avec émotion sur un amour de jeunesse.

## Publications
- Caton ou professeur (éd. Persée, 2008)  (ISBN 9782352162216)
- Grain de poussière (éd. Baudelaire, 2011)  (ISBN 9782355086915)